# Punk metal
El punk metal (també conegut com a "metalpunk") és un terme general utilitzat per descriure la música que fusiona elements del heavy metal amb punk rock. Sovint la fusió implica gèneres com el metal extrem i/o el hardcore punk. Alguns gèneres i/o subgèneres de fusió són:
- Crossover thrash
- Crust punk
- D-beat
- Deathcore
- Deathgrind
- Grindcore
- Grunge
- Hatecore
- Holy terror
- Melodic metalcore
- Mathcore
- Metalcore
- Metallic hardcore
- NWOBHM
- Powerviolence
- Sludge metal
- Speed metal
- Thrash metal